# Pseudoperiptero

Pseudoperiptero

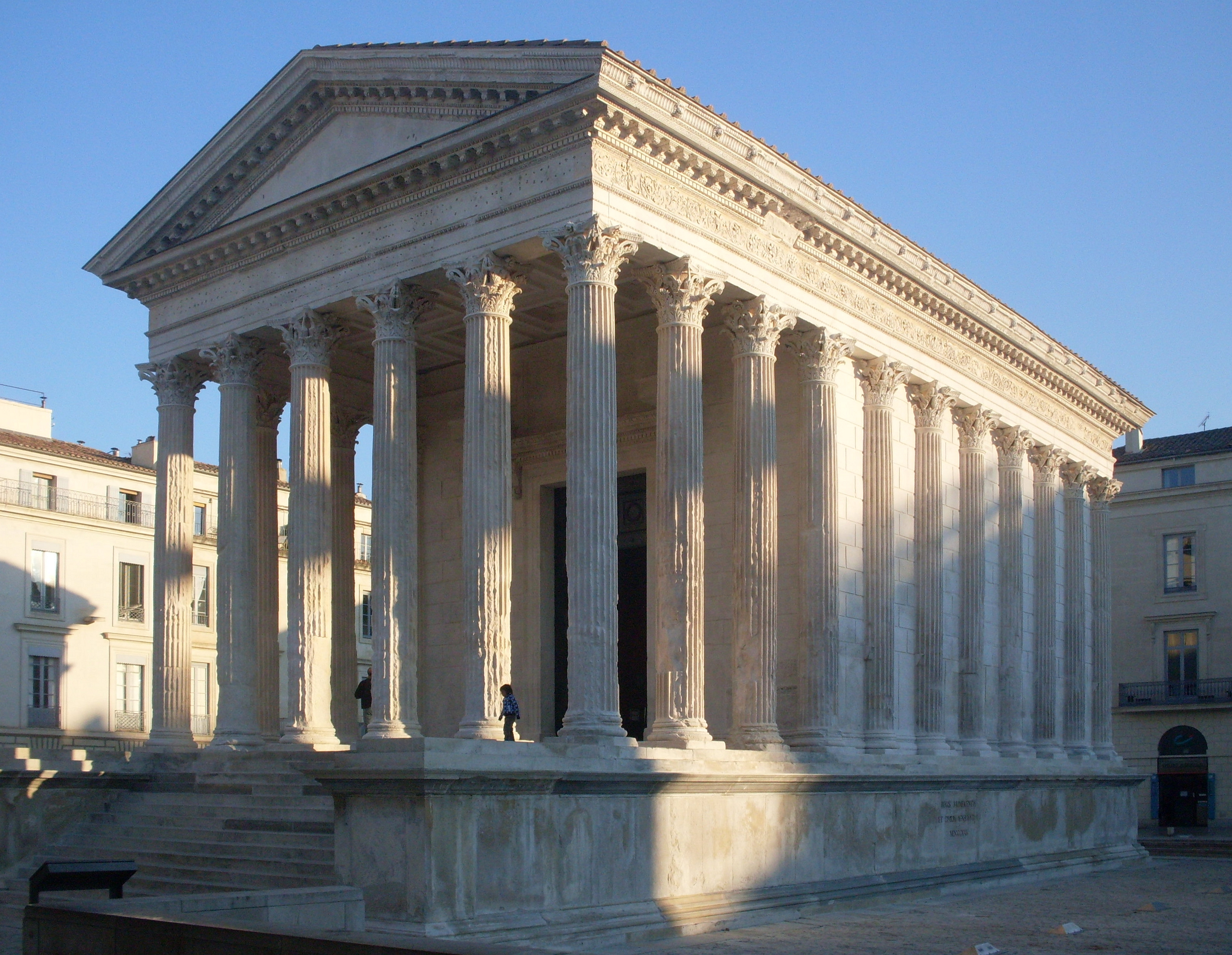
Maison Carrée

Pseudoperiptero è una delle forme del tempio greco usata anche nell'architettura del tempio romano. La denominazione proviene dal testo di Vitruvio (de architectura 4.8.6).
Con il termine  si indica una tipologia in cui le colonne perimetrali, quelle cioè che compongono la peristasi sono sostituite da semi-colonne addossate al muro della cella.
Ordini con semi-colonne semi-nascosti sono usati in Grecia in periodo classico e adottati in Sicilia e Italia meridionale in periodo ellenistico sull'esterno di un tempio (tempio L a Epidauro). Ulteriori esempi sono presenti alla fine del II secolo a.C., e al tempo di Augusto nell'architettura romana.
Alcuni esempi sono:
- il tempio di Zeus Olimpio ad Agrigento.
- il tempio di Apollo Sosiano e il tempio di Portuno a Roma
- il tempio di Augusto di Puteoli
- il tempio della Sibilla a Tivoli
- La cosiddetta Maison Carrée di Nîmes, cioè il tempio di Gaio e Lucio Cesare.